# Мітреум у Фертьоракош
Мітреум у Фертьоракош (угор. Fertőrákos Mithraeum) — мітреум (храм римського бога Мітри) в угорському місті Фертьоракош (медьє Дьйор-Мошон-Шопрон). Храм відомий як «mithraeum» — влаштований за типовим планом: нартекс (притвор), за яким слідує власне храмове приміщення, що складається з центрального нава (нефа) з лавами по обидва боки. Святилище Мітри являє велику цінність для всього регіону: на теренах сучасної Угорщини сьогодні відомі лише чотири подібні споруди.

## Історія

### Культ Мітри
Саме ім'я Мітри і деякі міфи, пов'язані з цим божеством, користувалися надзвичайною популярністю в Римській імперії між II і IV століттями: незважаючи на «таємність» релігії. Релігійні доктрини були мало відомі широкому загалу, оскільки «таємниця божества» відкривалася у сім етапів, кожен з яких вимагав відповідної ініціації обраних. Культ Мітри зберіг свій вплив навіть при імператорі Костянтині I, який був прихильником християнства, з яким культ був серйозним супротивником.

### Святилище

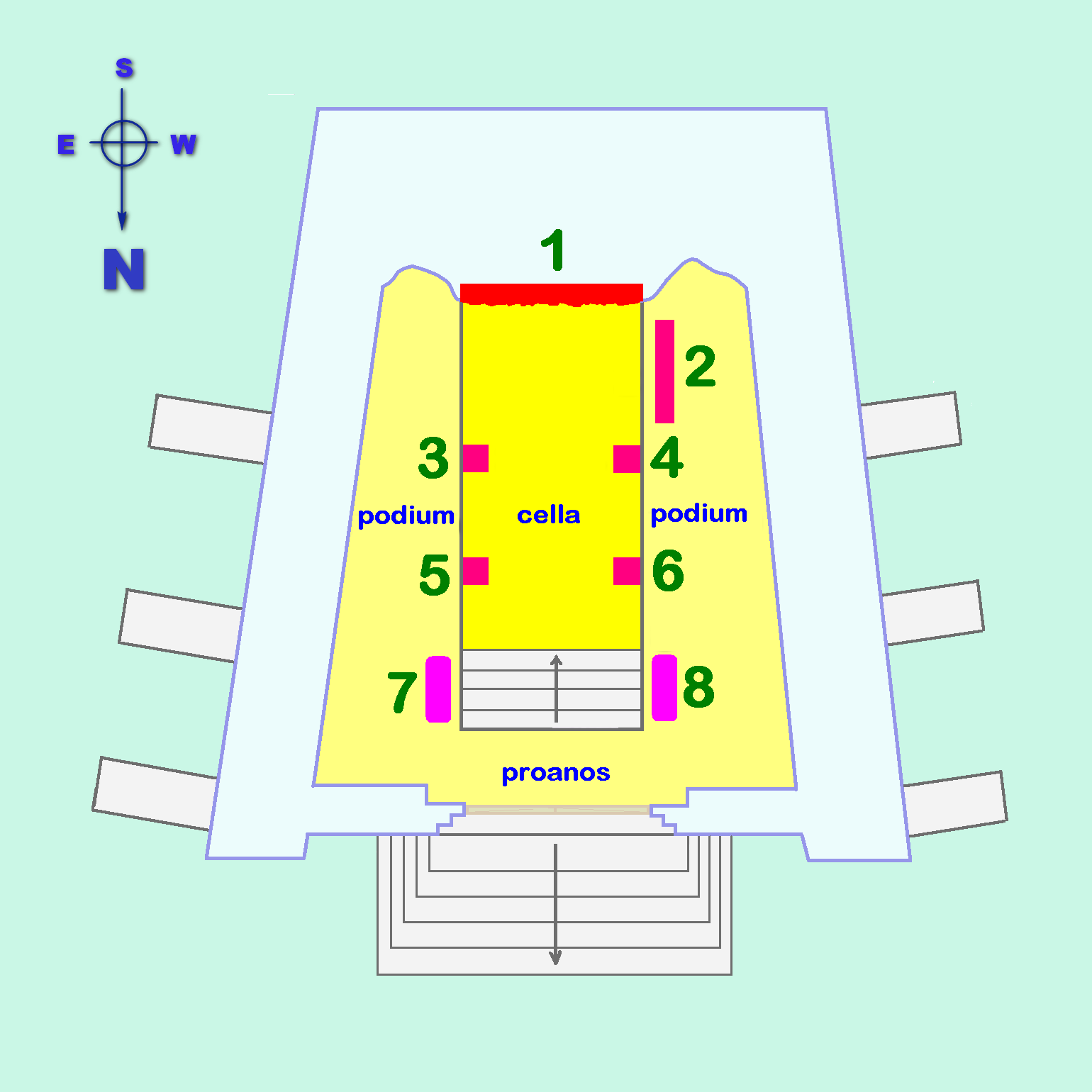
План святилища
1 = барельєф Мітри (римський оригінал)
2 = барельєф Мітри (копія)
3-6 = вівтарі (копія)
7-8 = леви (копія)

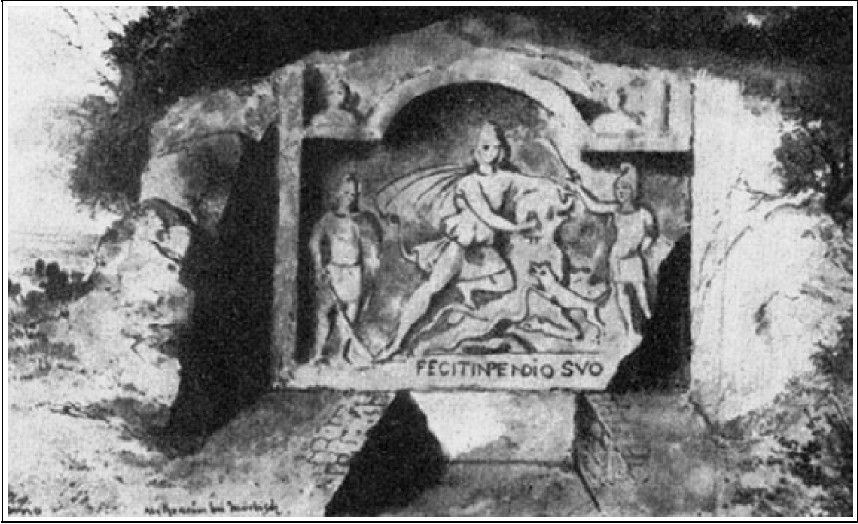
Рельєф святилища Мітри
(малюнок Стронно Ференца, 1866)

Основна територія храму в поздовжньому напрямку розділена на дві частини: вузький притвор (нартекс) і основне приміщення, яке складається з центрального нефа (нава) з лавами по обидва боки. Розмір приміщення не великий: воно вміщує не більше 18-20 чоловік одночасно.
Серед знахідок у храмі були: два кам'яних лева, лампи, монети і людські останки. Поховання людей не є типовими для інших відомих святилищ Мітри, тому дослідники розходяться в думці з приводу даних могил: чи мали вони відношення до культу Мітри або були додані пізніше? Згода досягнута лише з питання, що ритуальних людських жертвопринесень в храмі не було.
Дата створення святилища — початок III століття — була встановлена по написам і знайденим монетам. Храми Мітри, згідно з указом імператора Граціана від 378 року, підлягали руйнуванню, але Fertőrákos Mithraeum — за щасливою випадковостю — розташовувався у настільки «відокремленому місці», що виявився просто занедбаний, а з плином часу й похований під шаром землі та рослинності. Інша випадковість привела до його відкриття через 1500 років.
У липні 1866 року каменяр György Malleschitz виявив храм. Він також зробив спробу розкопок — на жаль, не цілком професійних — але незабаром його дослідження викликали інтерес (в тому числі і з боку місцевої влади) і до досліджень підключилися археологи. Знайдені кам'яні артефакти були перевезені у Шопрон, а над будівлею, з метою збереження, звели дах — він захищав споруду до 1990 року, коли був замінений новим. Сьогодні територія храму відкрита для відвідування.

## Розкопки та відновлення
Святилище Мітри до 1990 року не викликала великого інтересу у археологів, але, після ряду публікацій, в 1990—1991 роках були знайдені можливості для фінансування розкопок і вивчення святилища. Реставрація храму відбулася в 1992 році; тоді ж з оригінальних кам'яних артефактів, що зберігаються в музеї Шопрона були зроблені копії, які помістили у святилище.
Сьогодні святилище є пам'ятником, що охороняються державою.